# Epilecta linogrisea
Epilecta linogrisea is een nachtvlinder uit de familie van de uilen (Noctuidae).
De vlinder heeft een spanwijdte van 32 tot 41 millimeter. De voorvleugels hebben een bruingrijs met zilveren kleuring, met zwarte tekening. Aan de buitenrand een bruin veld. De soort heeft een opvallende gelige kuif, en ook de achtervleugels zijn geel met een donkerbruine band.
De soort komt verspreid over een groot deel van Europa, Noord-Afrika en Voor-Azië voor, maar niet op de Britse eilanden en in Nederland. Uit België zijn wel oude waarnemingen bekend uit het zuiden van het land, maar het is onbekend of de soort er tegenwoordig nog voorkomt. De vlinder vliegt van halverwege mei tot en met september in één jaarlijkse generatie. De rups overwintert.
De waardplanten van Epilecta linogrisae zijn allerlei kruidachtige planten zoals vingerhoedskruid (Digitalis purpurea), muur (Stellaria) en sleutelbloem (Primula).